# خودکشی تقلیدی

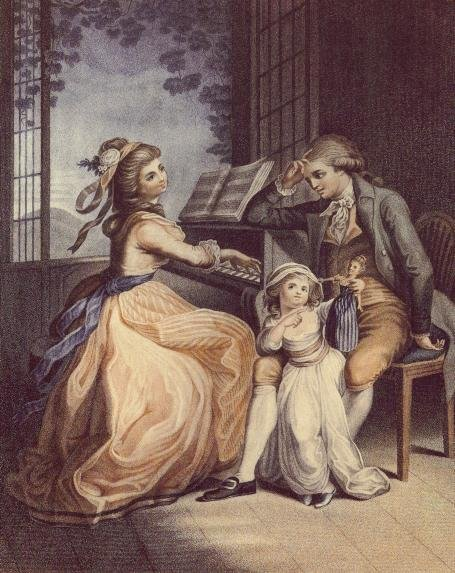
ورتر و لوته، شخصیت‌های رومان رنج‌های ورتر جوان

خودکشی تقلیدی، همان‌طور که از نامش پیداست، به معنای آن است که فرد خودکش اقدام به تقلید از روش خودکشی فرد دیگر می‌کند که آن را یا در رسانه‌های گروهی مشاهده کرده یا از قبل به‌طور شخصی از آن مطلع است.

## تاریخچه
یکی از اولین ارتباطات شناخته شده بین رسانه ها و خودکشی، به رمان رنج های ورتر جوان بر میگردد. خیلی زود پس از انتشار این رمان در سال ۱۷۷۴، جوانان و نوجوانان شروع به تقلید از شخصیت اصلی آن کردند.در این رمان، ورتر پس از اینکه از معشوقه اش پاسخ نه دریافت نمود، با یک تپانچه به خود شلیک کرد. بلافاصله پس از انتشار این رمان، گزارش هایی مبنی بر خودکشی جوانان با استفاده از این روش به گوش رسیده است.
این باعث شد تا این رمان در چندین مکان ممنوع اعلام شود. از این رو اصطلاح "اثر ورتر" در ادبیات فنی برای اشاره به خودکشی تقلیدی استفاده شد. این اصطلاح توسط داوید فیلیپس در سال ۱۹۷۴ ابداع شد.

### در هنر
کلوب ۲۷ از نمونه های مشهور خودکشی تقلیدی در موسیقی راک است. و خوانندگانی همچون برایان جونز، جیمی هندریکس، جنیس جاپلین و جیم موریسون و کرت کوبین دست به این عمل زدند.